# Emballageautomaat

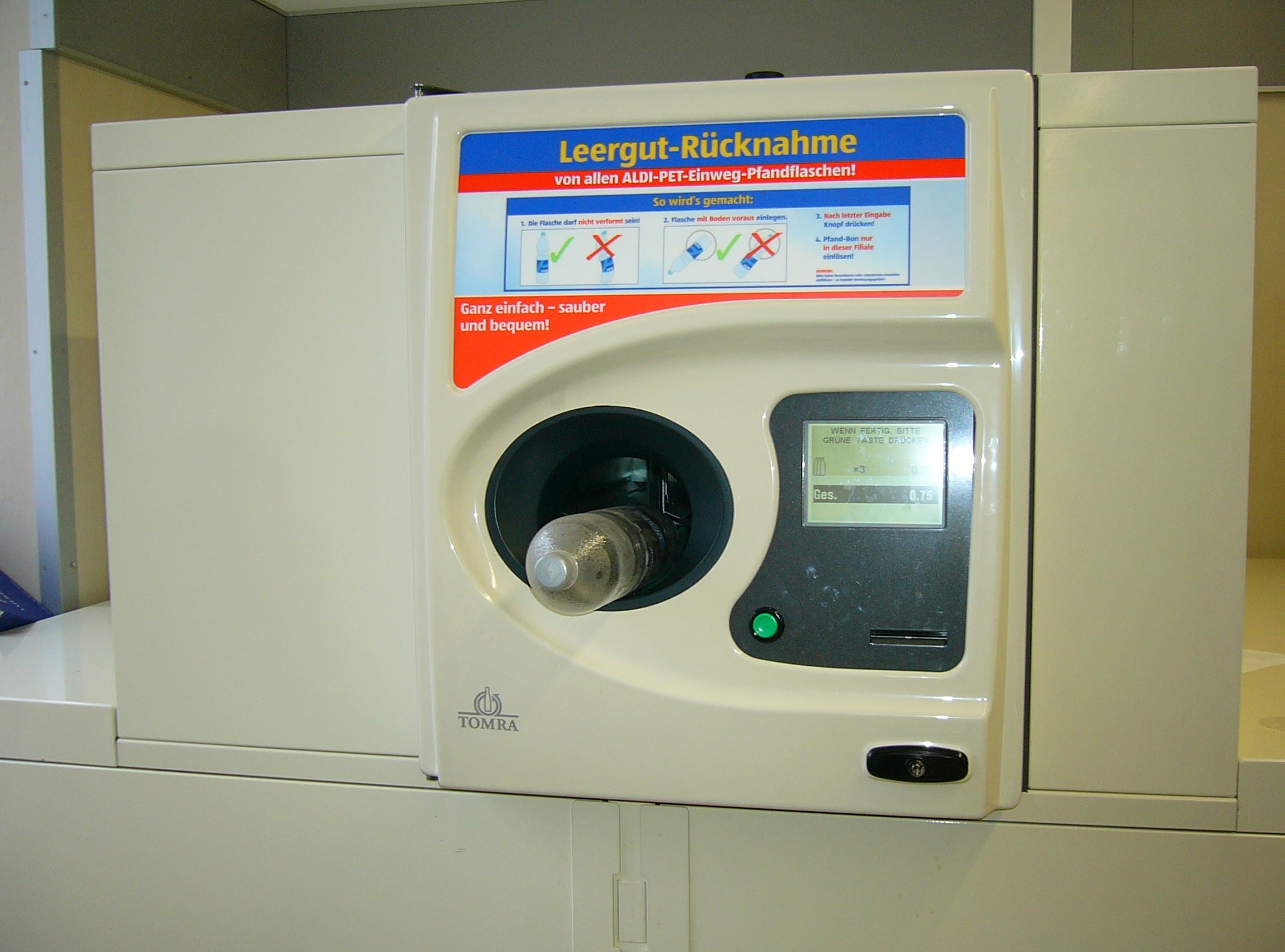
Flessenautomaat in een Aldi-supermarkt in München

Een flessenautomaat, statiegeldautomaat, inleverautomaat of  emballageautomaat (ook geschreven emballage-automaat) is een apparaat dat gebruikte (lege) drankverpakkingen ontvangt en vaak statiegeld teruggeeft aan de gebruiker, in de vorm van een bonnetje met een bepaald tegoedbedrag, dat bij het afrekenen van de boodschappen wordt verrekend, of eventueel bij een servicebalie kan worden ingewisseld voor contant geld, of via een app of met retourpinnen op een daarvoor geschikte betaalautomaat op de bankrekening van de gebruiker wordt overgemaakt. De machines worden toegepast waar voldoende statiegeldverpakkingen worden ingeleverd om ze qua ruimte en kosten lonend te maken ten opzichte van handmatige inname en verstrekken statiegeldbon door een winkelbediende dat voor de komst van de flessenautomaat gebruikelijk was.
Emballageautomaten zijn vaak geschikt voor zowel flessen als blikjes. Soms zijn er aparte automaten voor flessen en voor blikjes. Flessenautomaten zijn vaak te vinden in supermarkten en accepteren veel glazen bier- en wijnflessen, kratten en plastic petflessen. In Nederland is er vanaf 1 april 2023 ook statiegeld voor blikjes. Blikjes kunnen in de supermarkt worden ingeleverd.

## Werking
De gebruiker plaatst de lege fles of het lege blikje in de automaat; het horizontale invoersysteem laat de gebruiker één verpakking per keer invoeren. Een alternatief systeem dat in vele oudere machines nog gevonden kan worden laat de gebruiker een deur openen en de verpakking in een schaal leggen; zodra de deur gesloten is, vervolgt het proces. De fles of het blikje wordt dan automatisch gedraaid en dan scant de automaat de UPC met de streepjescode. Sommige systemen gebruiken de containervorm, reliëfdruk, materiaal of andere identificatieparameters om de verpakking te matchen met de database naast of in plaats van de streepjescode.
Zodra de verpakking is gescand, herkend in de database en bevestigd als deelnemer aan het recyclingproces, wordt de verpakking verwerkt. Als de flessenautomaat het ingevoerde voorwerp niet herkent, wordt het weer uitgevoerd. Als de gebruiker klaar is met lege verpakkingen invoeren, dan kan hij of zij met een knop het inleveren beëindigen en van de automaat een kwitantie krijgen dat kan worden ingeleverd voor geld. Statiegeld Nederland en de NS verwachtten dat begin 2022 ook innamepunten met statiegeldmachines op de vijf grootste NS-stations gereed zouden zijn, maar dat werd wat later, in november is de eerste geplaatst op station Utrecht Centraal, aan de Jaarbeurszijde, buiten de poortjes. Het streven is dit uit te breiden naar de 50 grootste NS-stations. Door na het inleveren met de Tikkie app een QR-code op het scherm van de automaat te scannen komt het statiegeld direct op de in de app ingestelde rekening.
Sommige flessenautomaten hebben ook een gedeelte waar kratten met lege bierflesjes (zoals pijpjes) kunnen worden ingeleverd. Verschillende camera's kijken dan naar het aantal flesjes en de vorm ervan en de automaat bepaalt dan of alle flesjes geaccepteerd kunnen worden en zo ja, hoeveel statiegeld ze samen waard zijn. Zit er een wegwerpflesje bij, dan weigert de machine het hele krat.
Hervulbare verpakkingen (meestal van glas) worden verzameld, (met de hand) gesorteerd en teruggebracht naar het bottelbedrijf. Eenmalig bruikbare verpakkingen (meestal van plastic) worden vaak fijngestampt (gecompacteerd) en vermalen om de omvang ervan te reduceren, het morsen van vloeistoffen te voorkomen en om omslagcapaciteit te vergroten; vervolgens worden ze als balen plastic naar een bedrijf gebracht dat er nieuwe flessen van maakt.
In zeer beperkte mate zijn er ook meer geavanceerde automaten, waarbij grote hoeveelheden in één keer ingeworpen kunnen worden en veel sneller verwerkt worden.

## Financiële modellen
In sommige landen zoals in de Verenigde Staten hebben bottelaars geld gestort in een centraal fonds dat wordt uitbetaald aan mensen die de flessen hebben gerecycled. Het restgeld wordt gebruikt voor algemene milieusanering, terwijl het geld dat overblijft door alle mensen die hun flessen niet inleveren winst is voor de bottelaars en distributeurs. In andere landen zoals Noorwegen heeft de staat de verkoper verplicht om voor de gerecyclede flessen te betalen, maar het systeem in handen van privébedrijven gegeven. In Finland wordt er een accijns geheven op drankverpakkingen die niet tot een statiegeldsysteem behoren.

## Geschiedenis

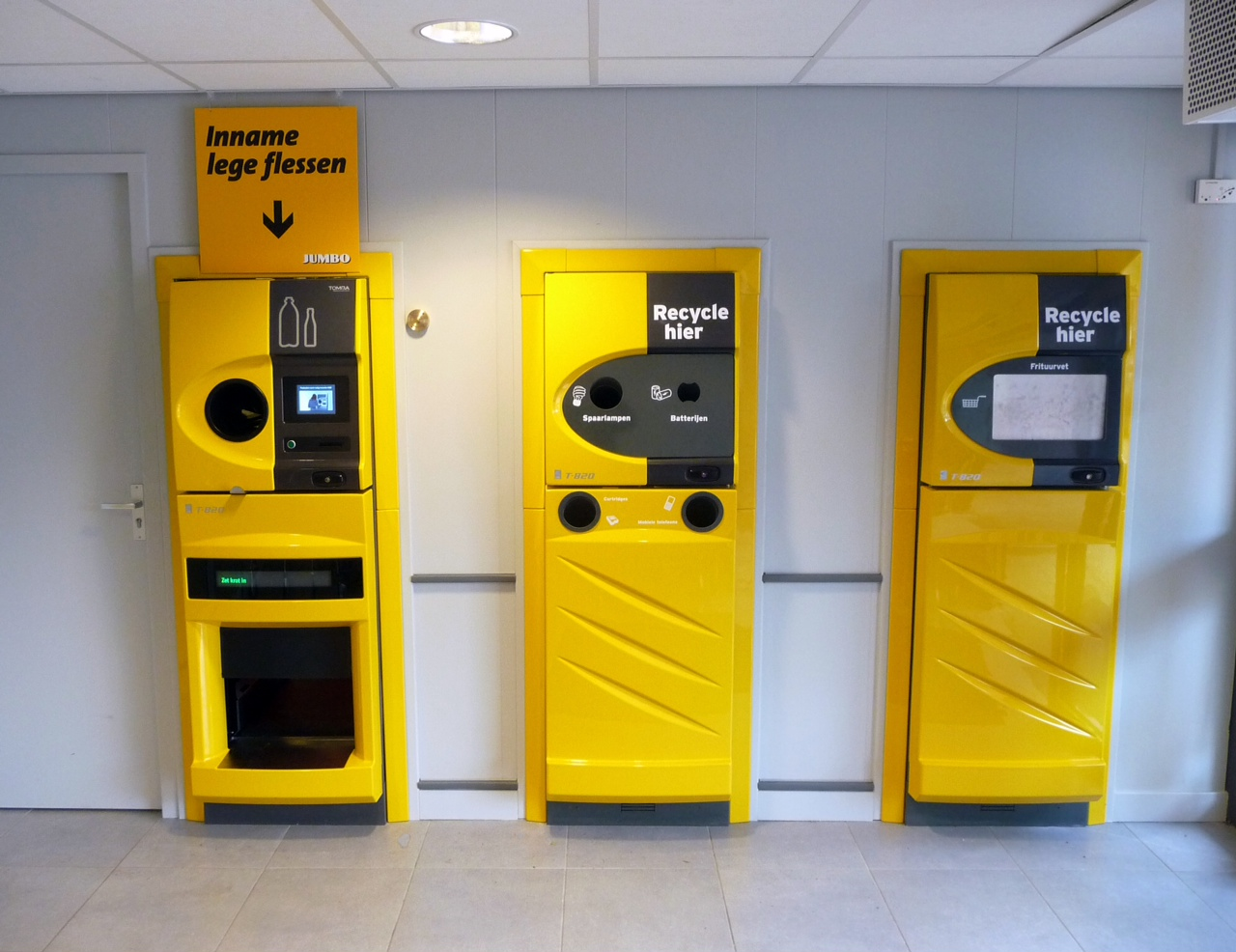
Een 'Tomra' flessenautomaat in een Nederlandse supermarkt

Het eerste octrooi voor een "Empty Container Return and Handling Machine" werd in 1920 aangevraagd in de Verenigde Staten. De eerste werkende flesseninleverautomaat werd uitgevonden en geproduceerd door Wicanders in Zweden en werd gebruikt in de late jaren 1950. In 1962 werd een geavanceerde automatische flessenautomaat ontworpen door Aage Tveitan en geproduceerd door zijn bedrijf Arthur Tveitan AS in Noorwegen. In 1972 vonden twee Noorse broers de Tomra-flessenautomaat uit.
Sinds 1 juli 2021 zit er in Nederland ook statiegeld op kleine plastic drankflesjes. Omdat de meeste flessenautomaten in ongeveer vierduizend supermarkten van het bedrijf Tomra Nederland flessen op hun vorm scande, moesten ze allemaal worden omgebouwd om voortaan op streepjescodes te scannen.